# Грифіце
Грифіце (пол. Gryfice, нім. Greifenberg in Pommern) — місто в північно-західній Польщі, у Західнопоморському воєводстві, центр Грифицького повіту і сільсько-міської гміни Грифіцеі. Розташоване на Щецинському узбережжі, на річці Рега за 22 км від Балтійського моря. За станом на 31 березня 2014 року, місто мало 16 872 жителів. За даними на 1 січня 2009 місто за кількістю населення знаходилось на 13 місці у воєводстві і на 274 місці в країні.
Грифиці — місцевий центр промисловості і послуг, а також комунікаційний вузол, у котрому збігаються три воєводські дороги і залізнична лінія. Місто є центром адміністративних функцій — у ньому знаходиться староство, районний суд, районна прокуратура, повітове управління поліції і Державної пожежної служби.

## Географія
Грифіце знаходяться у північній частині Західнопоморського воєводства, у середній частині Грифіцького повіту, дещо на схід від центру гміни Грифіце.
Розміщене на Грифіцькій рівнині — одному із мезорегіонів Щецинського узбережжя, над річкою Рега на віддалі у 22 кілометри від балтійського моря.
Історично Грифіце знаходяться у північній частині Західної Померанії, від 1724 року у Грифіцькому повіті. Від 1814 до 1945 року в провінції Померанія, до 1938 року в Щецинській реєнції, потім протягом 7 років у Кошалінській реєнції. У 1946—1998 роках у Щецинському воєводстві.
Площа міста становить 12,4 км². Згідно з даними на 1 січня 2009 року протяжність міської забудови в напрямку півдня становить близько 2,6 км, а в протилежному (równoleżnikowym) — близько 2,7 км.

## Природне середовище
Територія Гміни Грифіце знаходиться у північній частині поморського валу, у межах структурної одиниці блоку Грифіц. Ця одиниця характеризується відносно високим заляганням осадів Раннього Юрського періоду, котрі утворюють т. зв. антикліналь Грифіц.

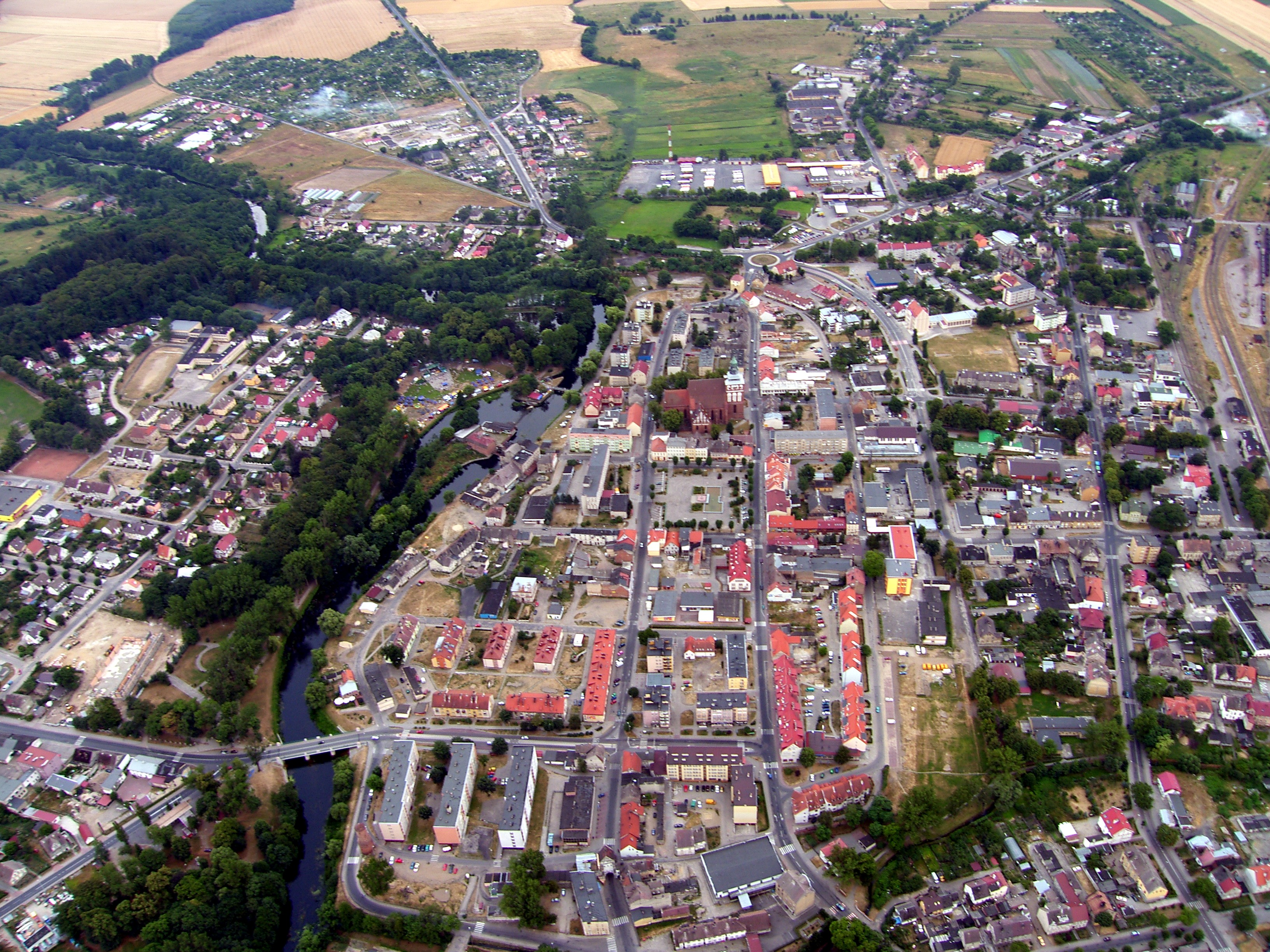
Вид центру міста

Центр міста розташований на висоті 17—19 м над рівнем моря, східна і південна частина міста на рівні 25—45 м над рівнем моря. Найнижчою територією є дно долини Реги — 10—14 м над рівнем моря. Характеризуючою точкою є Гора страт — 32 м над рівнем моря.
Площа лісів і лісових ґрунтів у межах міста становила у 2008 році 66 га, у відсотковому значенні це 5,32 %. Угіддя на території міста — 570 га, або 45,97 %.
Клімат міста має риси наближені до морського. Характеризується малою річною амплітудою, сезонною і денною температурою повітря, великою вологістю і вітряністю, коротким періодом зими, прохолодним літом, лагідною зимою, великою вологістю повітря і значною кількістю опадів.
Через місто тече одна з найбільших річок Померанії — Рега. Це друга за повноводністю річка колишнього Щецінського воєводства. На Резі влаштовано каякові доріжки. В Грифіцах від Реги відходять 3 меліораційні канали. Перший з них — правобережний канал Старково (Starkowo) довжиною 5,5 км поєднаний з річкою на вулиці Спацеровій. Другий лівобережний канал Броднікі (Brodniki) довжиною 3,6 км проходить повз вулицю Мурарську, а третій, також лівобережний канал «Грифіце А» (Gryfice A) довжиною 4,38 км біля порохової вежі при вулиці Набережній.
| Призначення                               | Площа   | %      |
| ----------------------------------------- | ------- | ------ |
| Рілля                                     | 570 га  | 45,97% |
| Під житловою забудовою                    | 166 га  | 13,39% |
| Інші забудовані терени                    | 99 га   | 7,98%  |
| Дороги                                    | 93 га   | 7,50%  |
| Землі промислового призначення            | 71 га   | 5,73%  |
| Ліси і лісові ґрунти                      | 66 га   | 5,32%  |
| Урбанізовані незаселені території         | 34 га   | 2,74%  |
| Земля, що не використовується             | 34 га   | 2,74%  |
| Землі рекреаційно-відпочинкового значення | 30 га   | 2,42%  |
| Залізниці                                 | 23 га   | 1,85%  |
| Вода                                      | 20 га   | 1,61%  |
| Рілля, що не використовується             | 19 га   | 1,53%  |
| Різне                                     | 15 га   | 1,21%  |
| Площа міста (Σ)                           | 1240 га | 100%   |

Пасовища що відносяться до міста класифікують як ґрунти класу III–V, натомість ґрунти орні IIIa, IIIb, IVa, IV b а також VI.

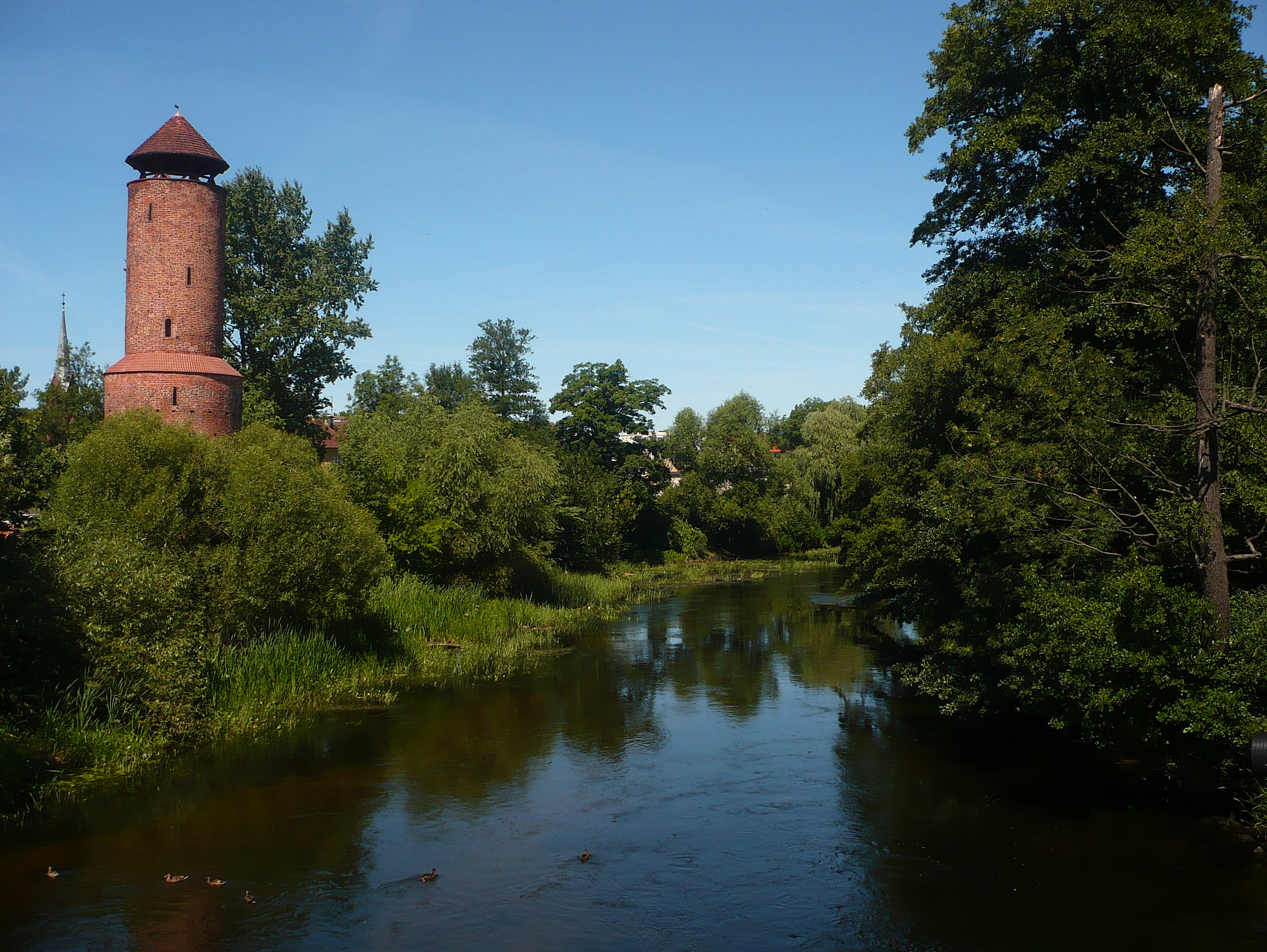
Річка Рега, вигляд з грифіцького моста

Місто розташоване у вузькій долині річки Реги, котра утворює екологічний коридор понадрегіонального значення. Це шлях міграції кількох цінних видів риб на нерест, а також міграції багатьох інших видів фауни. У 2003 році Природо-краєзнавче товариство рекомендувало укріпити береги річки в парку Грифіц, щоб запобігти їх руйнуванню.
На Резі утворено цілорічно охороняєму ділянку, де заборонений вилов риби та інша шкідлива для риби діяльність. Ділянка простягається від греблі до залізобетонного моста.
Детальніше: Гміна Грифіце розділ Природні умови

## Історія

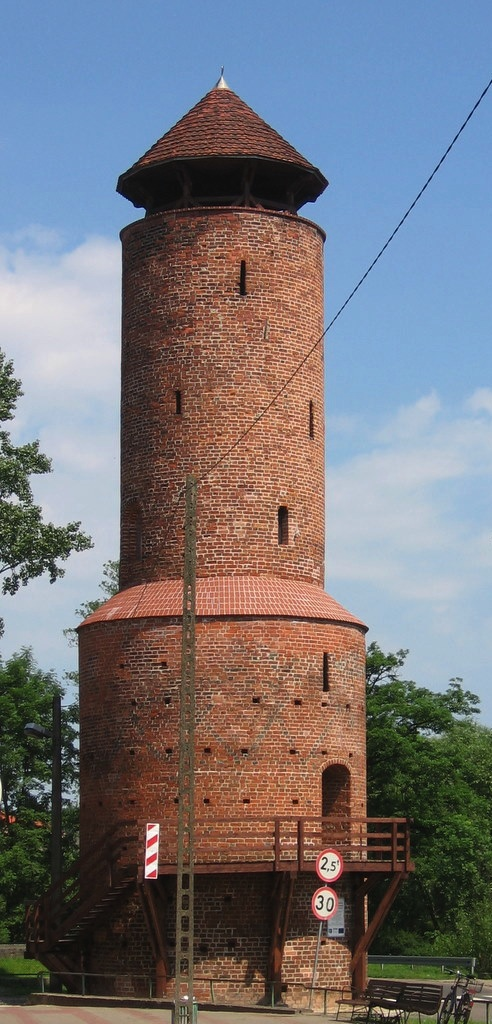
Порохова вежа

Дослідження проведені німецькими і польськими археологами показали, що терени Грифіц були заселені в добу раннього неоліту (нової кам'яної доби). У II ст. н. е. землі Померанії від Щецинської затоки на схід до річки Вєпши були заселені Сідінами.
У ранньому середньовіччі грифіцькі землі були заселені племенами західних поморян. Відчутним був вплив (згідно з новими дослідженнями) волинян, пижичан і Бережан. Сучасні археологічні дослідження не підтверджують спадкоємності поселень Бронзової доби (Гальштатської культури) із Лужицькою культурою, чи пізнішою Ясторфською культурою.
В часи Мешка I і Болеслава I Хороброго ці землі на короткий час були приєднані до польської держави. В 1121 (або в 1119) на грифіцькій землі мала місце битва під Нєкладзєм, у котрій Болеслав III Кривоустий побив війська Західної Померанії під проводом князів Вартислава I і Святополка.
В середині XIII століття Померанією правили князі з династії Грифітів. В 1262 році Вартислав III підписав локаційний документ, що базувався на любецькому праві, у котрому поселення в околицях нижньої течії річки Реги отримало статус міста. По смерті Вартислава III, власником його земель став Барнім I, котрий надав місту його першу назву «Ґрифя Ґура — місто над Регою» (пол. Gryfia Góra — miasto nad Regą, лат. Civitat Griphemberch super Regam).
Під кінець XIII століття розпочато будівництво тринавного цегляного костелу Матері Божої, а в 1300 році — оборонних мурів. Будується також міська ратуша. В одному з документів 1386 року було згадано про латинську школу в Грифіцах, котру названо найстарішою латинською школою у Померанії.

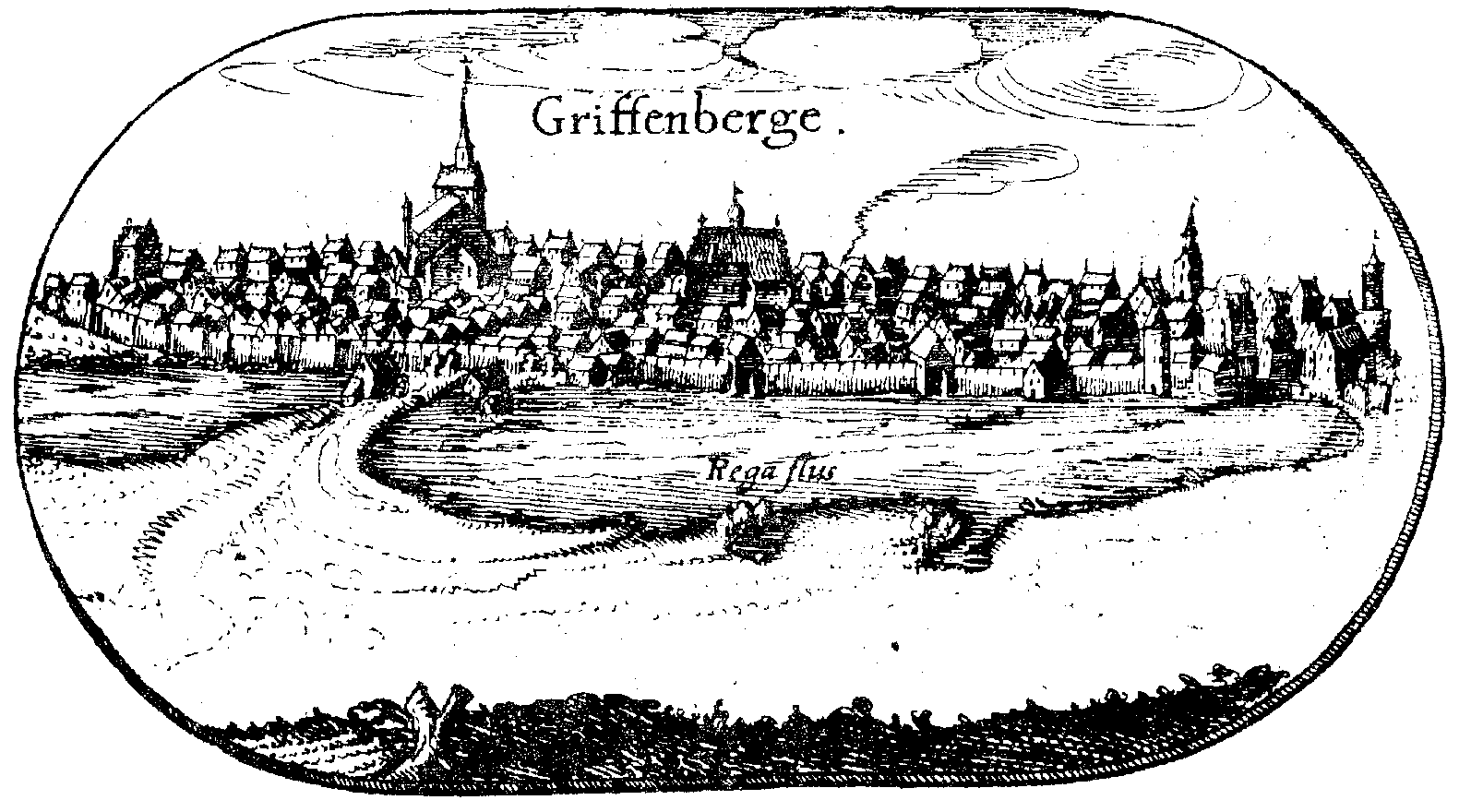
Панорама Грифіц із Великої мапи Поморського Князівства Е. Любінуса 1618 року

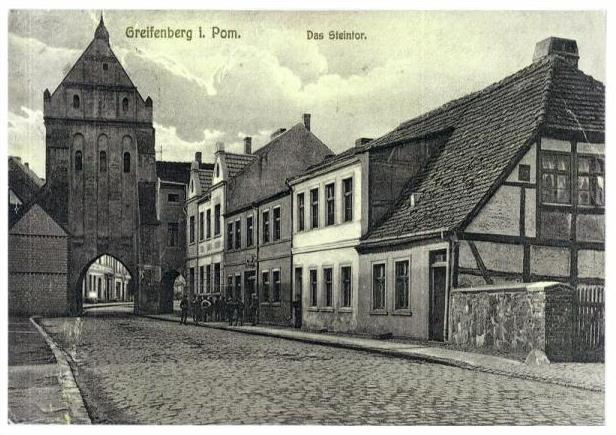
Брама «Кам'яна» 1910 рік

Розвивалась морська торгівля і судноплавство на ріці Резі. В XIV столітті Грифіце стали 
непрямим членом Ганзейського союзу. У 1394—1401 роках місто брало участь у боротьбі проти піратів т. зв. «Віталійських братів». У XV і XVI століттях кілька разів доходило до конфліктів з містом Тшебятув, що північніше Грифіц (з монастирем норбертанів в Біалобоках (нині район Тшебятова)). Суперечки точились довкола вилову риби і торгівлі. У 1464 році Оттон III дозволив Грифіцам карбувати власну монету — привілей, котрим місто так ніколи і не скористалось.
По реформації, у 1534 році фарний костел став власністю Лютеранської церкви. В 1580 році тут відкрито школу для дівчат. Проходження бруншвіцьких військ в 60-х роках XVI ст. через Грифіце (Семилітня північна війна) спричинилось до багатьох нищень і втрат в економіці міста, а далі — до економічного спаду, що тривав аж до другої половини XVII століття. У 1595 і 1620 роках мали місце повстання, підняті незадоволеними ремісниками. Від 1603 тут діє Куркове братство.
В 1618 році розпочалась Тридцятирічна війна, котра перервала розвиток міста. Цісарські війська далі знищували навколишні села і міста, аж до часу появи в серпні 1630 військ шведських. В 1637 році помирає останній з Грифітів — Богуслав XIV. Постановою Вестфальського миру місто у 1648 році було включене до Бранденбург-Пруссії.
У 1657 році в околицях Грифіц в погоні за шведськими військами опинились кінні загони Стефана Чарнецького. Великих втрат завдали місту пожежі та епідемії. Найбільша пожежа мала місце у 1658 році. Вона знищила усю південно-західну частину міста. Чергова пожежа в 1668 році знову знищила більшу частину міста. Згадкою про ті часи стала щорічна урочистість — «Свято вогню», що відбувалась в Грифіцах до XVIII ст.
У XVIII столітті настало економічне пожвавлення. В другій половині XVIII століття під час Семирічної війни місто тричі займали війська цариці Єлизавети Петрівни.
На початку XIX століття кількість мешканців зросла до близько 3 тисяч. Це призвело до розбудови міста. Від 1816 внаслідок адміністративної реформи, воно стало повітовим центром в провінції Померанія. На межі XIX і XX століть економічний розвиток продовжувався, на теренах міста збудовано ряд фабрик: цукрову, керамічну, крохмальну, фабрику мармеладу. Грифіце отримали залізничне сполучення в 1882 році завдяки будівництву лінії Домбє—Колобжег.
Грифіце пережили Другу світову війну без руйнацій. Червона армія зайняла місто в березні 1945 року. Внаслідок цілеспрямованих підпалів влаштованих радянськими солдатами після зайняття міста, знищено 318 об'єктів, що становило 40% забудови міста.
1945 року місто включено до складу Польщі. Мешканців було виселено до Німеччини. На початку 50-х років XX ст. мали місце т. зв «грифіцькі випадки» — факти примусу, застосування сили і зловживань владою при експропріації збіжжя у землеробів, об'явлених «кулаками». Метою цих зловживань було дотримання необхідних квот експропріації збіжжя і підготовка до колективізації у сільському господарстві. У цих акціях взяли участь місцеві органи влади, правоохоронні органи і Союз польської молоді. Акції закінчились судовим процесом 25 травня 1951 року в Грифіцах.
Від 1970 року Грифіце були командним центром 26 бригади артилерії Державної протиповітряної оборони. В тому ж році здано в експлуатацію нинішню будівлю ратуші. У 1982 закінчено будівництво лікарні.
В 1945—1988 роках місто належало до Щецинського воєводтва. 1 січня 1999 Грифіце знову стали повітовим центром. Під кінець 2001 року розформовано грифіцьку військову частину.

### Етнографія
На базі автохтонної культури давніх поморських племен (т. зв. Венедів), на грифіцьких землях нашаровувались впливи інших регіональних культур із різних періодів історії від XII по XIX століття, принесені черговими хвилями переселення.
Цей процес призвів до втрати тих культурних відмінностей, котрі можна було спостерігати у ранньому середньовіччі. Прикладом можуть бути волиняни, бережани чи пижичани, котрі зустрічались в XIX ст. чи після Другої світової війни в самих Грифіцах і є наслідком міграцій. Прикладом також є германізація і поява польських робітників у XIX ст. чи масових репатріацій після 1945 року.
На асиміляційні процеси в культурі народу регіону вплинули два чинники: зростання кількості німецького населення і регулююча діяльність місцевих влад, котрі репрезентували німецьку, а після 1945 — радянську і польську культурну специфіку.

## Демографія
Демографічна структура станом на 31 березня 2011 року:
|          | Загалом | Допрацездатний вік | Працездатний вік | Постпрацездатний вік |
| -------- | ------- | ------------------ | ---------------- | -------------------- |
| Чоловіки | 8181    | 1527               | 5886             | 768                  |
| Жінки    | 8901    | 1502               | 5401             | 1998                 |
| Разом    | 17082   | 3029               | 11287            | 2766                 |

## Топонімія

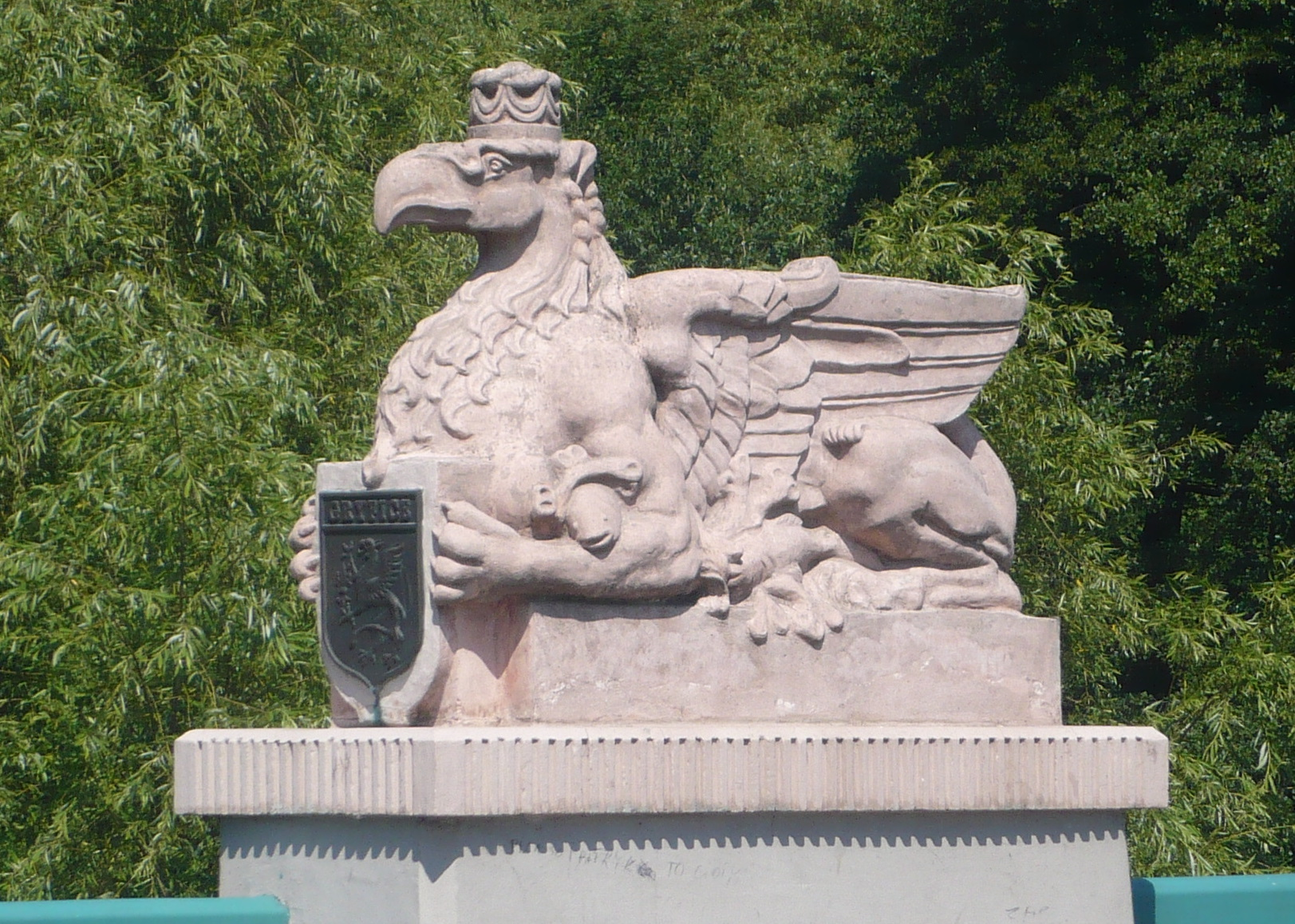
Гриф з гербом на грифіцькому мості

Нове місто над Регою (лат. Nova civitas supra Regam) було засноване на любецькому праві в 1262 році. Лише по смерті Вартислава III його кузин Барнім I надав місту назву Грифя гура — місто над Регою (лат. Civitat Griphemberch super Regam) Німецька назва міста Greifenberg in Pommern виводиться від латинського слова griphus і пізнішого німецького слова Grief(f), Greif(f) (укр. гриф). Друга частина -berg трапляється в багатьох німецьких назвах міст і буквально означає гора. Отже цю назву можна перекласти як Гора грифа, або Гора Грифітів, що говорить про назву династії поморських князів-засновників і від котрих місто отримало зображення грифа на гербі.
Подібну німецьку назву — Greiffenberg мало місто Грифув-Шльонський. Назву Грайфенберг носить німецька комуна в південній Баварії, місто у федеральній землі Бранденбург і хребет у Східних Альпах.
Від червня 1945 до червня 1946 польська влада вживала назву Заґуже пол. Zagórze. До сьогодні вулиця в Тшебятові, що виходить з міста в напрямку Грифіц, носить назву Заґурська. Нинішня назва Грифіце формально закріплена 19 травня 1946. Впроваджено в червні 1946. Подібну назву у Західнопоморському воєводстві має також інше повітове місто Грифіно (пол. Greifenhagen), на гербі котрого також знаходиться гриф.

## Символи міста
Прапор Грифіц

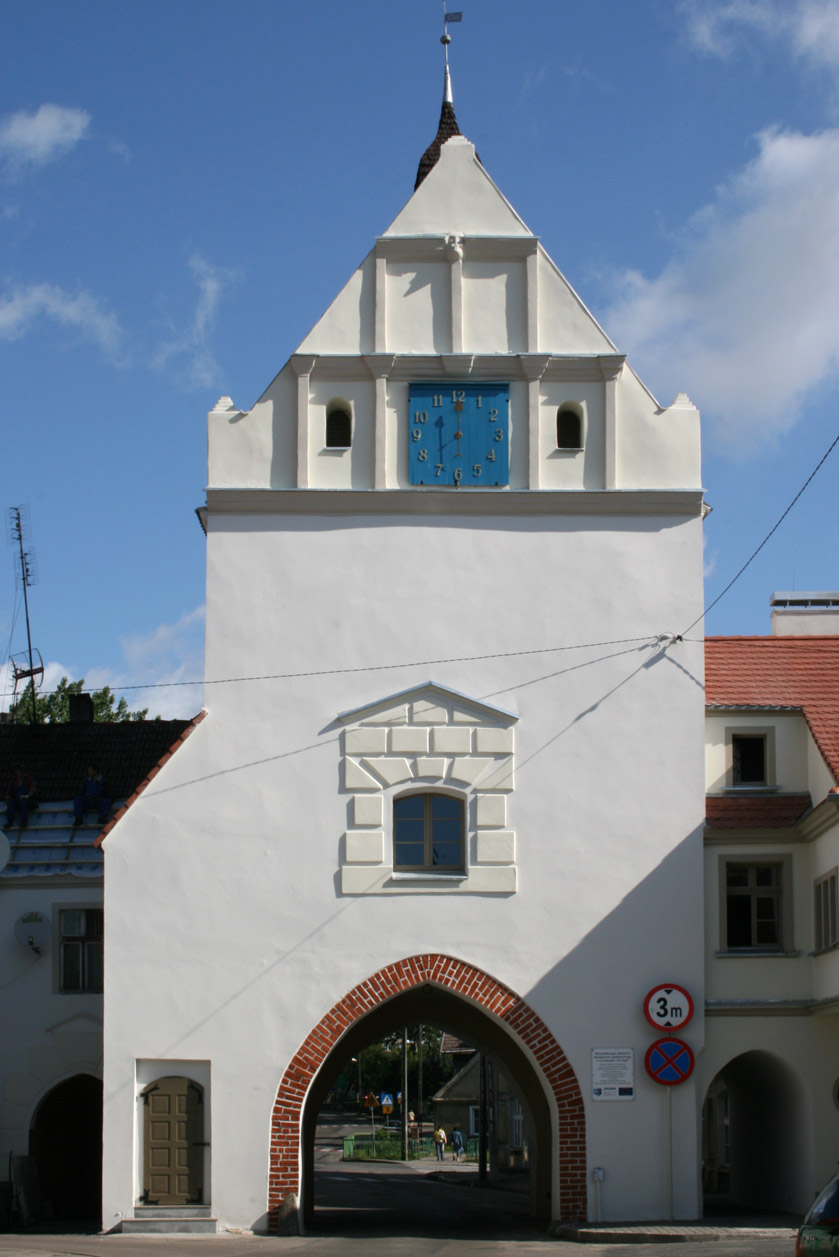
Кам'яна брама з котрої звучить хейнал міста

Міський прапор прийнятий ухвалою 2004 року. Складається із герба міста, зображеного на червоно-золотому тлі. Нині вивішується з нагоди імпрез, зустрічей партнерських міст, а також на сесіях міської ради.
Герб Грифіц
Гербом міста є Поморський гриф, червоного кольору на білому полі щита з заокруленим низом, що тримає в кігтях золоту лілію. Контур щита обведений тонкою чорною лінією.
Хейнал Грифіц
Від 28 грудня 2007 року хейнал (сигнал точного часу) відтворюється з Кам'яної брами тричі на добу. Ранковий і вечірній хейнал походить від середньовічної традиції, коли він був сигналом про відкриття і закриття брам міста. Хейнал опівдні синхронний із Мар'яцьким хейналом у Кракові. Початково мелодію грали з нагоди державних свят і важливих подій. Створена на основі пісні «Гарна є наша земля» (пол. Piękna nasza jest ziemia), з нагоди 700-ліття Грифіц. Автор мелодії — композитор Мечислав Ґурний з Грифіц. Перший раз було заграно на трубі Вальдемаром Томіцьким, у 1962 році під час святкування надання Грифіцам міського права. Міська рада прийняла хейнал до статуту Гміни Грифіце в 2000 році. Хейнал однак був відкинутий Міністерством внутрішніх справ, внаслідок чого в 2004 році в статут гміни внесено зміни

## Архітектура і урбаністика

### Урбаністична структура міста

План міста

На сучасній мапі виразно видно акценти забудови старого міста, оточені сучасною забудовою з півдня, заходу і півночі. Старе місто займає близько 650 м із регулярною сіткою поздовжніх вулиць: Війська польського, Незалежності; і поперечні: Підгірна, Костельна, Стрілецька, Млинська, Шевська, Братська і Надрічна. Територія старого міста обмежена вулицями Валовою, Мурарською, Малою Млинською, Кляшторною і Лісною. В центрі мережі старих вулиць знаходиться прямокутний ринок, розділений вузьким пасмом забудови. Урбаністичний уклад характерний для т. зв. «рядового типу» портових міст Померанії. Планування вулиць, що виникло після локації міста у 1262 році проіснував до середини XIX ст. Лише на початку XX ст. з'явилась регулярна забудова, котра оточила старе місто з усіх сторін. Давні дороги, що відходили від міста в усі боки, з часом перетворились на вулиці. Нерегулярний уклад міста можна спостерігати лише на окраїнах у вигляді сучасної малоповерхової приватної забудови.
В Грифіцах 114 вулиць і 1 площа (Площа Перемоги), місто має 2 великих житлових масиви: «Сонячний» і «XXX-ліття ПНР» (пол. «Słoneczne» i «XXX-lecia PRL»). В межах міста знаходиться воєводський шпиталь, що у лісовому масиві, розташований окремо від щільної міської забудови.

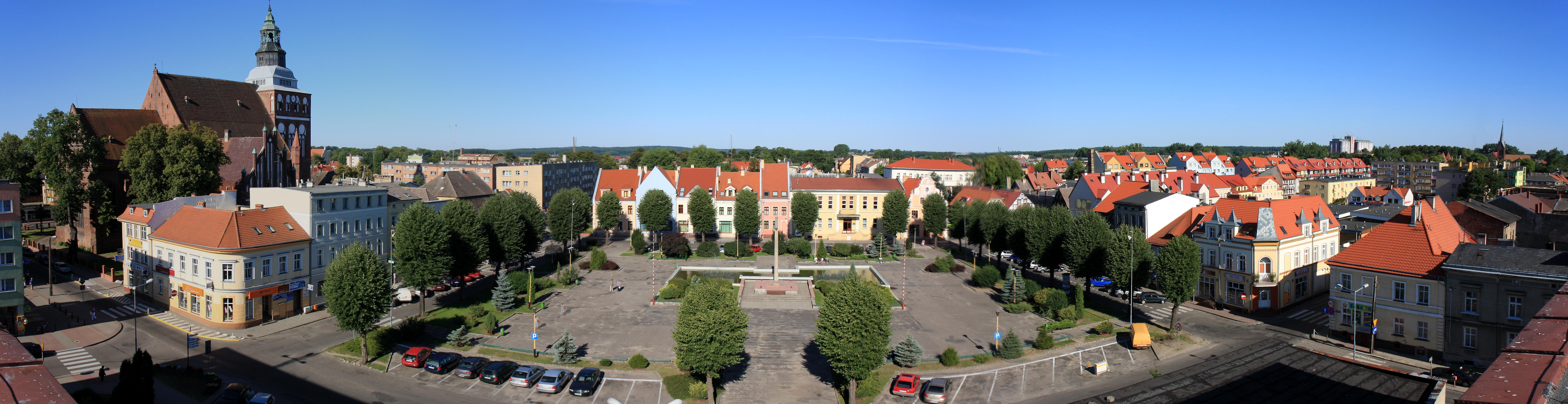
Площа Перемоги в Грифіцах (вид з даху міської ради)

### Архітектура

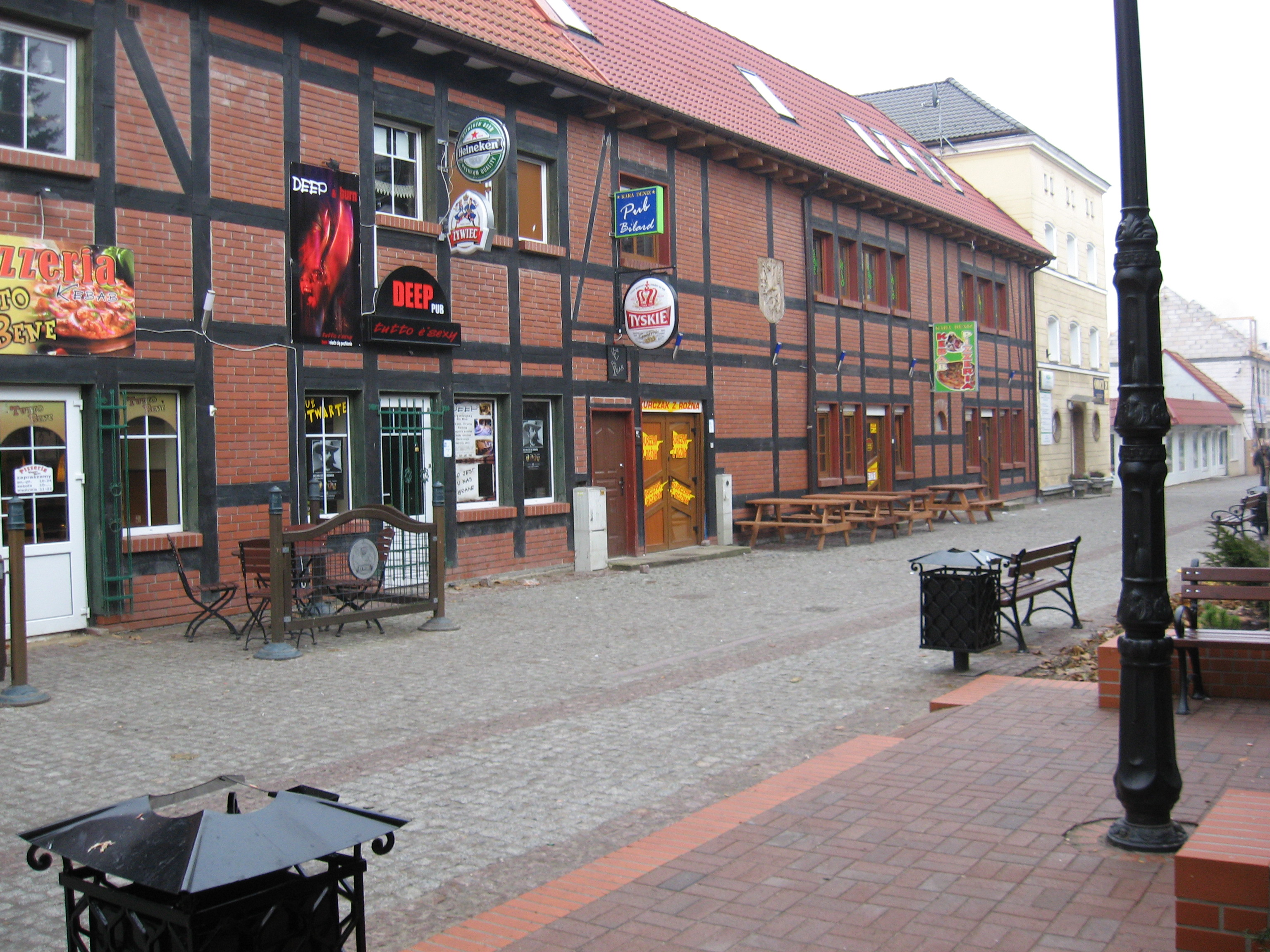
Вулиця С. Рута

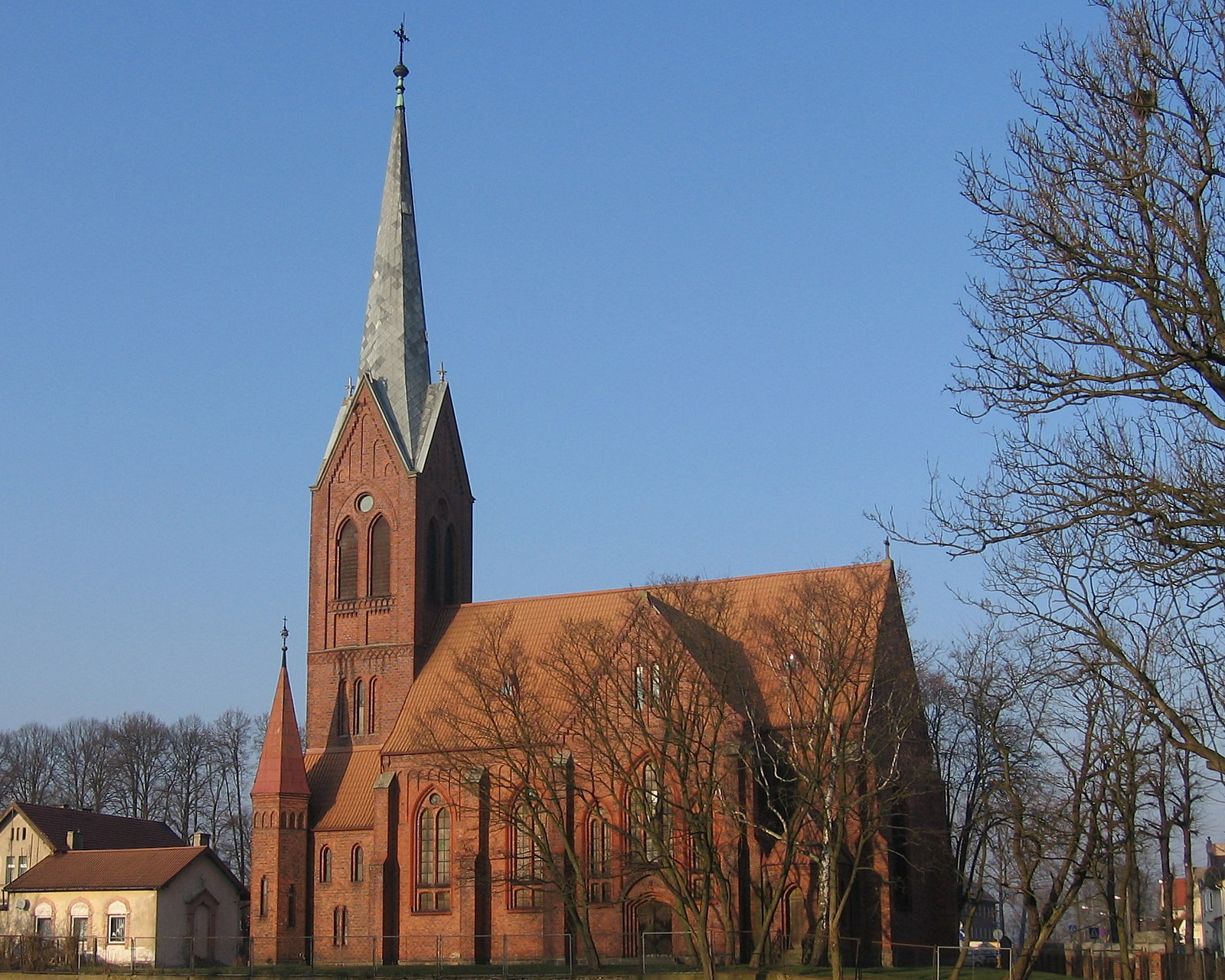
Неоготичний костел (нині православна церква)

Територію Старого міста середини XIII ст. віднесено до реєстру пам'яток архітектури. Грифіце — єдине місто на руслі Реги, у котрому збереглись дві міські брами (з трьох). Раніше місто було оточене муром із 6 вежами, а також 3 окремими вежами, що утворювали єдиний комплекс фортифікацій. Окрім Порохової вежі існувала також Млинська і Мостова (звана також «Кривою»). Внаслідок підпалів 1945 року більша частина старовинної забудови згоріла, через що нині найстарша частина міста має вже сучасний вигляд.
Міські брами мають змішаний готично-ренесансний характер, що є наслідком руйнацій і перебудов. У місті збереглись невеликі залишки міських мурів XIII/XIV, а також XVII століть. Одним з елементів системи оборони міста є Порохова вежа, збудована із цегли зовні нетинькованої з готичною перев'язкою. Використовувалась для стрільби.